# Glaçon volant
 (mai 2021).
La mise en forme du texte ne suit pas les recommandations de Wikipédia : il faut le « wikifier ».
Les points d'amélioration suivants sont les cas les plus fréquents. Le détail des points à revoir est peut-être précisé sur la page de discussion.
- Les titres sont pré-formatés par le logiciel. Ils ne sont ni en capitales, ni en gras.
- Le texte ne doit pas être écrit en capitales (les noms de famille non plus), ni en gras, ni en italique, ni en « petit »…
- Le gras n'est utilisé que pour surligner le titre de l'article dans l'introduction, une seule fois.
- L'italique est rarement utilisé : mots en langue étrangère, titres d'œuvres, noms de bateaux, etc.
- Les citations ne sont pas en italique mais en corps de texte normal. Elles sont entourées par des guillemets français : « et ».
- Les listes à puces sont à éviter, des paragraphes rédigés étant largement préférés. Les tableaux sont à réserver à la présentation de données structurées (résultats, etc.).
- Les appels de note de bas de page (petits chiffres en exposant, introduits par l'outil «  Source ») sont à placer entre la fin de phrase et le point final[comme ça].
- Les liens internes (vers d'autres articles de Wikipédia) sont à choisir avec parcimonie. Créez des liens vers des articles approfondissant le sujet. Les termes génériques sans rapport avec le sujet sont à éviter, ainsi que les répétitions de liens vers un même terme.
- Les liens externes sont à placer uniquement dans une section « Liens externes », à la fin de l'article. Ces liens sont à choisir avec parcimonie suivant les règles définies. Si un lien sert de source à l'article, son insertion dans le texte est à faire par les notes de bas de page.
- La présentation des références doit suivre les conventions bibliographiques. Il est recommandé d'utiliser les modèles {{Ouvrage}}, {{Chapitre}}, {{Article}}, {{Lien web}} et/ou {{Bibliographie}}. Le mode d'édition visuel peut mettre en forme automatiquement les références.
- Insérer une infobox (cadre d'informations à droite) n'est pas obligatoire pour parachever la mise en page.

Pour une aide détaillée, merci de consulter Aide:Wikification.
Si vous pensez que ces points ont été résolus, vous pouvez retirer ce bandeau et améliorer la mise en forme d'un autre article.
 (mai 2021).
Dans les simulations de dynamique moléculaire (DM), l'effet du glaçon volant est un artefact de calcul qui apparaît quand l'énergie des modes fondamentaux de haute fréquence est drainée vers les modes de basse fréquence, et tout particulièrement vers les modes à fréquence nulle tels que les translations et les rotations du système.
Cet artefact tire son nom d'une manifestation particulièrement visible qui apparaît lorsqu'on suit la dynamique de particules dans le vide. Immobile à l'instant initial, la vitesse du système simulé augmente au fil du temps et les mouvements internes des particules deviennent extrêmement amortis, le gelant dans une seule conformation (le fameux glaçon) qui se déplace ensuite à grande vitesse uniforme dans l'espace. Cet effet est un pur artefact de certains algorithmes utilisés pour la dynamique moléculaire et n'a aucune réalité physique, puisqu'il viole le principe d'équipartition de l'énergie.

## Origine et prévention
L'artefact du glaçon volant vient des remises à l'échelle répétées de la vitesse individuelle des particules dans le système simulé. Cette remise à l'échelle des vitesses est un moyen de connecter un thermostat au système physique, en multipliant chacune des vitesses des particules à chaque pas de temps d'intégration du mouvement, par un facteur numérique, comme cela est fait par l'algorithme du thermostat de Berendsen et du thermostat de Bussi-Donadio-Parrinello. Ces méthodes sont problématiques lorsque cette mise à l'échelle est effectuée sur la distribution d'énergie cinétique d'un ensemble qui n'est pas invariant sous dynamique moléculaire microcanonique; ainsi, le thermostat de Berendsen (qui rééchelonne sur l'ensemble isocinétique) fait apparaître l'artefact, tandis que le thermostat de Bussi-Donadio-Parrinello (qui rééchelonne sur l'ensemble canonique) ne le fait pas. Le rééchelonnement sur un ensemble statistique non invariant par dynamique moléculaire microcanonique entraîne une violation d'une condition d'équipartition de l'énergie, qui est une exigence des simulations par la méthode de Monte-Carlo. En effet, la dynamique moléculaire avec thermostats de mise à l'échelle des vitesses peut être considérée comme une méthode de Monte-Carlo, qui suit les mouvements de la dynamique moléculaire et les mouvements de mise à l'échelle des vitesses, ce qui est la raison sous-jacente de l'artefact.
Lorsque le problème du glaçon volant a été découvert pour la première fois, le thermostat de Bussi-Donadio-Parrinello n'avait pas encore été développé, et on continua à utiliser le thermostat de Berendsen malgré tout, en raison de l'efficacité avec laquelle il permet aux systèmes d'atteindre les températures souhaitées. Cependant pour minimiser l'effet du glaçon volant dans le thermostat de Berendsen, on conseille de supprimer périodiquement les mouvements du centre de masse et d'utiliser un temps plus long de couplage avec la température. Aujourd'hui et pour une meilleure pratique, il est recommandé de ne plus utiliser le thermostat de Berendsen et de le remplacer par le thermostat de Bussi-Donadio-Parrinello.